# Stearns (Kentucky)
Stearns – jednostka osadnicza w Stanach Zjednoczonych, w stanie Kentucky, w hrabstwie McCreary.